# Żdżary (Radom)
Pour les articles homonymes, voir Żdżary.
Żdżary (prononciation : [ˈʐd͡ʐarɨ]) est un village polonais de la gmina de Pionki dans le powiat de Radom de la voïvodie de Mazovie dans le centre-est de la Pologne.
Il se situe à environ 6 km au sud-ouest de Pionki (siège de la gmina), 17 km à l'est de Radom (siège du powiat) et à 90 km au sud de Varsovie (capitale de la Pologne).

## Histoire
De 1975 à 1998, le village appartenait administrativement à la voïvodie de Radom.